# Condicional estricto
En lógica, el condicional estricto es un condicional material sobre el que opera un operador de necesidad. Dadas dos proposiciones cualquiera A y B, la fórmula A → B dice que A implica materialmente B, mientras que {\displaystyle \Box (p\rightarrow q)} dice que A implica estrictamente B.
El condicional estricto es el resultado del trabajo de Clarence Irving Lewis por encontrar un condiconal para la lógica que capturara mejor el comportamiento de los condicionales en el lenguaje natural. Su propuesta logra evitar algunas paradojas de la implicación material, pero recae en otras. Para evitarlas, algunos lógicos han creado condiconales contrafácticos. Otros, como Paul Grice, han usado la implicación conversacional para argumentar que, pese a las aparentes dificultades, el condicional material es una traducción suficientemente buena para el condicional del lenguaje natural. Aún otros han recurrido a la lógica relevante para resolver las paradojas.

## Paradojas del condicional estricto
Considérese la siguiente oración:
La luna no está hecha de queso
Intuitivamente, esta proposición expresada por esta oración es falsa. Sin embargo, al traducirla al lenguaje de la lógica clásica, obtenemos:
La Luna está hecha de queso → Elvis no murió
Esta proposición es verdadera porque una fórmula A → B es verdadera cuando el antecedente es falso, y en este caso claramente la Luna NO está hecha de queso. Pero esto contradice nuestra intuición de que la proposición es falsa. Por lo tanto, la fórmula A → B no es una traducción satisfactoria de la oración original. Con el condicional estricto es posible una traducción distinta de la oración:
{\displaystyle \Box }(La Luna no está hecha de queso → Elvis no murió)
En lógica modal, esta proposición significa (aproximadamente) que en todo mundo posible donde la Luna está hecha de queso, Elvis no murió. Dado que es posible imaginar un mundo donde la Luna esté hecha de queso, y Elvis haya muerto, esta fórmula es falsa. Por lo tanto, esta fórmula parece una traducción más correcta de la oración original.
Como se ve, el condicional estricto puede lidiar con algunas de las paradojas de la implicación material. Sin embargo, existen otras que todavía se le escapan. La siguiente oración, por ejemplo, no puede ser correctamente formalizada por medio de un condicional material.
Si la Luna está hecha de queso, entonces 2 + 2 = 4.
Como antes, esta oración expresa una proposición que parece intuitivamente falsa. Usando el condiconal estricto, la proposición se expresa:
{\displaystyle \Box }(La Luna está hecha de queso → 2 + 2 = 4)
En lógica modal, esto significa que en todo mundo posible donde la Luna está hecha de queso, 2 + 2 = 4. Dado que 2 + 2 = 4 es verdadero en todos los mundos posibles, la proposición es verdadera. Pero esto contradice nuestra intuición inicial.